# Mh
Mh – dwuznak składający się z liter M i H. Występuje w języku irlandzkim. Pisana jest również pod postacią litery ṁ. Oznacza dźwięk polskiego ł lub zmiękczonego w. W międzynarodowej transkrypcji fonetycznej IPA oznaczany jest symbolem [w] lub [vʲ]. W irlandzkim istnienie także dwuznak bh, który posiada tę samą wymowę, tak jak w tym następującym dwuznaku.